# 50 lire
La 50 lire (L. 50) è stata una moneta della lira italiana.

## Regno d'Italia

### Vittorio Emanuele II
La moneta di Re Vittorio Emanuele II al diritto presentava la testa nuda del re volta a sinistra, intorno "VITTORIO EMANUELE II" ed in basso la data. Sotto al collo il nome dell'autore "FERRARIS".
Al rovescio c'era lo stemma sabaudo coronato e con il collare dell'Annunziata e intorno rami di lauro e di quercia. Il valore era posto sotto lo scudo dello stemma. In basso il segno di zecca a sinistra ed il monogramma della Banca d'Italia a destra.
Queste monete furono coniate solamente a Torino nel 1864.
Il titolo è di oro 900/1000, il diametro è di 27,5 mm, il peso è di 16,12 g ed il contorno è rigato.

### Umberto I
La moneta di Re Umberto I al diritto presentava la testa nuda del re volta a sinistra, intorno "UMBERTO I - RE D'ITALIA" ed in basso la data. Sotto al collo "Speranza", l'autore: Filippo Speranza.
Al rovescio c'era lo stemma sabaudo coronato e con il collare dell'Annunziata e intorno rami di lauro e di quercia. Il valore è posto ai lati dello scudo. In basso il segno di zecca a sinistra.
Queste monete furono coniate a Roma dal 1884 al 1891.
Il titolo è di oro 900/1000, il diametro è di 28 mm, il peso è di 16,12 g ed il contorno è rigato.

### Vittorio Emanuele III

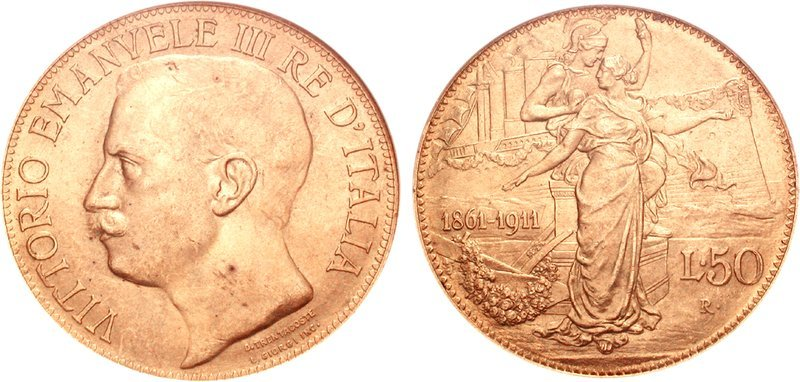
50 lire del 1911 "Cinquantenario".

Esistono diverse monete coniate a nome di Vittorio Emanuele III con il valore di 50 lire:
- "Aratrice" (1910 - 1912)

diritto: il semibusto in uniforme e testa nuda del re volto a sinistra, intorno "VITTORIO EMANUELE III" ed in basso a sinistra un nodo di Savoia in un rettangolo.
rovescio: un'allegoria rappresentante l'Italia agricola, recante un fascio di spighe nella sinistra mentre con la destra regge l'aratro. Ai lati, il valore, in alto "REGNO D'ITALIA"; nel basso a sinistra il nome dell'autore del modello E.BONINSEGNA M. e a destra quello dell'incisore L.GIORGI INC. Nell'esergo la data tra il segno di zecca e la stella d'Italia. Queste monete furono coniate a Roma dal 1910 al 1912 con coniazione successiva per i numismatici del 1926 e 1927.
Il titolo è di oro 900/1000, il diametro è di 28 mm, il peso è di 16,12 g ed il contorno è rigato.
- "Cinquantenario" (1911)

diritto: la testa nuda del re volta a sinistra, con il nome dell'autore, D.TRENTACOSTE sotto il collo e dell'incisore L.GIORGI INC.; attorno "VITTORIO EMANUELE III RE D'ITALIA".
rovescio: Allegoria rappresentante l'Italia e Roma. In secondo piano una nave da guerra la cui prora è ornata di festoni e dello scudo sabaudo; a sinistra un aratro infiorato, sormontato dalle date 1861-1911 ed alla destra, il valore con sotto il segno di zecca. Queste monete furono coniate a Roma nel 1911. La moneta è da considerarsi una coniazione celebrativa del cinquantenario dell'Unità d'Italia.
Il titolo è di oro 900/1000, il diametro è di 28 mm, il peso è di 16,13 g ed il contorno è rigato.
- "Littore" (1931-1933)

diritto: testa nuda del re volta a sinistra; attorno "VITT.EM.III.RE.". Nel basso il nome dell'autore G.ROMAGNOLI e dell'incisore A.MOTTI INC.
rovescio: Littore a sinistra. Attorno: ITALIA. Nel basso, ai lati, la data e l'era fascista; alla destra il segno di zecca. Queste monete furono coniate a Roma dal 1931 al 1933.
Il titolo è di oro 900/1000, il diametro è di 20,5 mm, il peso è di 4,40 g ed il contorno è rigato.
- "Impero" (1936)

diritto: testa nuda del re volta a sinistra; attorno "VITT.EM.III.RE.E.IMP.". Nel basso il nome dell'autore G.ROMAGNOLI.
rovescio: Insegna imperiale romana con aquila e scudo sabaudo, tra data e valore. Attorno: ITALIA e nel basso, a sinistra, il segno di zecca. Queste monete furono coniate a Roma nel 1936. Queste monete furono coniate per la celebrazione dell'Impero.
Il titolo è di oro 900/1000, il diametro è di 20,5 mm, il peso è di 4,40 g ed il contorno è rigato.

## Repubblica italiana
La moneta da 50 lire circolava in Italia prima dell'introduzione dell'Euro, avvenuta nel 2002.

### Vulcano
Il primo tipo di moneta da 50 lire è stato coniato nel 1954. Il materiale di cui era composta era l'acmonital, un acronimo per acciaio monetario italiano: questa lega, in maggioranza composta da acciaio e nichel, era nei primi esemplari debolmente ferromagnetica, e causava l'attrazione delle monete verso le calamite.
Sul lato frontale della moneta era rappresentato il dio Vulcano o Efesto, nudo e voltato di spalle, nell'atto di battere il martello sull'incudine, affiancato dall'anno di conio e dal valore della moneta; sul lato posteriore vi era invece una testa di carattere classico, circondata dalla scritta REPVBBLICA ITALIANA, al di sotto della quale figuravano in piccolo i nomi degli incisori, i celebri Giuseppe Romagnoli e Pietro Giampaoli.

### Vulcano II

50 Lire del 1993, fronte

Una nuova moneta da 50 lire fu coniata nel 1990. Essa era una versione in scala ridotta della moneta del periodo precedente: anch'essa rappresentava infatti il dio Vulcano, ma il suo diametro era di 16,55 mm anziché 24,8 mm. Proprio perché molto minuta, la moneta in questione, detta anche "semìno" o "micro", non fu apprezzata, e venne ritirata già 5 anni dopo, nel 1995.

### Italia turrita

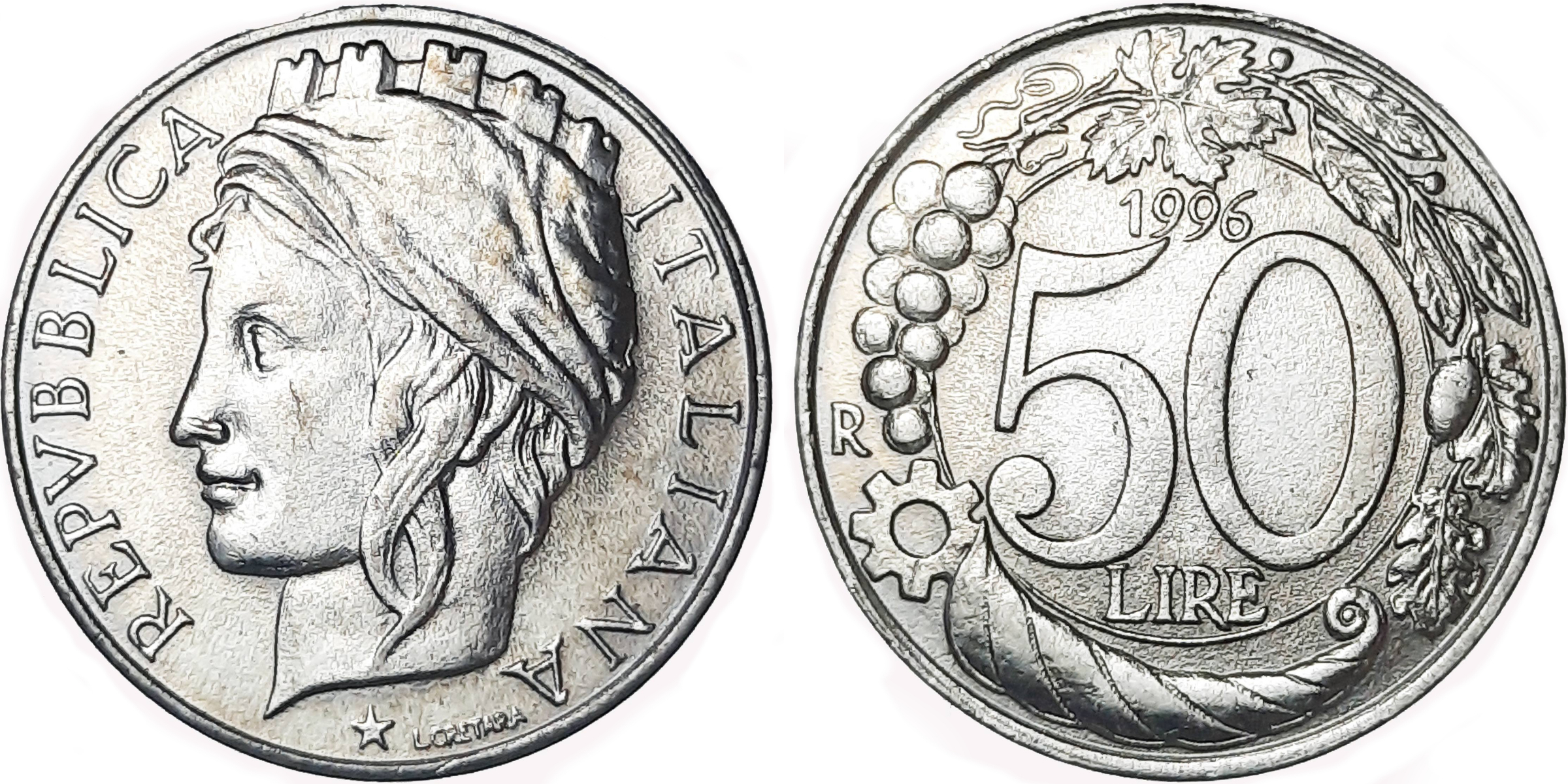
50 lire Italia turrita.

La nuova versione fu nominata Italia turrita, e rappresentava da un lato il numero 50 circondato da una cornucopia e dall'altro un volto di donna. Questa moneta, che aveva un diametro poco maggiore della seconda versione, fu ritirata nel 2002 in occasione dell'introduzione dell'euro.
Per quanto riguarda il bordo, quello delle prime monete "Vulcano" era rialzato su entrambe le facce e rigato sul taglio, mentre quello del periodo 1990-1995 era ugualmente rialzato ma liscio.
Seguendo il tasso di cambio stabilito, 50 lire degli anni novanta erano convertibili in 2,58 centesimi di euro.